# Cooperadoras Oblatas Misioneras de la Inmaculada
Cooperadoras Oblatas Misioneras de la Inmaculada (C.O.M.I.) es un instituto secular femenino católico de derecho pontificio, fundado por el misionero italiano Gaetano Liuzzo, en Florencia (Italia), en 1951. A las miembros de instituto se les conoce como las COMI.

## Historia
El instituto fue fundado, por el sacerdote misionero Gaetano Liuzzo, de los Misioneros de María Inmaculada, el 22 de agosto de 1951, en Florencia (Italia), en la Basílica de la Anunciada. Ese día las primeras dieciocho jóvenes celadoras de la Asociación Misionera de María Inmaculada (AMMI) se consagraron a la Virgen María en el instituto.
El 27 de julio de 1963 llega el decreto de erección como Pía Unión de Hermanas Oblatas, con la aprobación del Estatuto, por parte del cardenal Clemente Micara. El 11 de febrero de 1987 la diócesis de Roma aprueba las Constituciones y erige la Pía Unión como Instituto Secular, de derecho diocesano, con finalidad misionera, con el nombre de Cooperadoras Oblatas Misioneras de la Inmaculada.
El 21 de noviembre de 2001, con el Decretum laudis del papa Juan Pablo II, el instituto fue elevado a la categoría de instituto secular de derecho pontificio.

## Organización
El Instituto Secular Cooperadoras Oblatas Misioneras de la Inmaculada es un instituto de derecho pontificio centralizado, cuyo gobierno es ejercido por una presidente a nivel general. Está presente en Argentina, Italia, República Democrática del Congo y Uruguay. La sede central se encuentra en Roma.
Las COMI mantienen su condición de seglares, aunque si son consagradas a través de la profesión de los votos, realizan en su labor pastoral el propio ambiente en que viven y se dedican a la labor misionera. Los miembros del instituto pueden decidir vivir en pequeños grupos de comunidad haciendo visible la fraternidad.